# Onderste neusschelp
De onderste neusschelp (concha nasalis inferior) is een gepaard bot en een van de drie neusschelpen in de neus.
Ze zitten horizontaal vast aan de laterale wand (zie Afb. 1) en zijn gevormd uit een lamina van spongieus bot. De functie is net als bij de andere neusschelpen om de instromende lucht te verwarmen, te bevochtigen en te ontdoen van stofdeeltjes. Doordat de neusschelpen gekruld zijn ongeveer als een rol papier gaat de lucht hierin wervelen.
De bovenste neusschelpen zijn deel van het zeefbeen en maken dus deel uit van de hersenschedel. De onderste hoort bij de aangezichtsschedel
Het bot heeft twee oppervlakken, twee grensvlakken en twee uiteinden:

## Oppervlakken
Het mediale oppervlak is convex, heeft meerdere openingetjes en groeven voor bloedvaten.
Het laterale oppervlak is deels concaaf en is deel van de onderste tryptische neusgang

## Grensvlakken
De bovengrens is onregelmatig van vorm en grenst aan meerdere botten in de laterale wand van de neusholte:
- het voorste deel is verbonden aan het bovenkaakbeen
- het achterste deel is verbonden met het verhemeltebeen
- het middelste deel heeft drie uitsteeksels die nogal van vorm wisselen van persoon tot persoon.
  - vooraan is er een verbinding met het traanbeen, vormt hiermee de traanbuis.
  - hierachter is er de verbinding met het zeefbeen via een brede, dunne plaat; vanaf de ondergrens loopt een dunne plaat omlaag en vormt daarmee de mediale wand van de kaakholte.

De ondergrens is vrij, dik en cellulair opgebouwd, vooral in het midden van het bot.

## Uiteinden
Beide uiteinden zijn min of meer puntig van vorm: het achterste loopt meer taps dan het voorste.

## Verbening
De onderste neusschelp verbeent vanuit een enkele kern, die ongeveer in de vijfde maand van de zwangerschap ontstaat.
voorhoofdsbeen · wandbeen · slaapbeen · achterhoofdsbeen · wiggenbeen · zeefbeen

jukbeen · bovenkaakbeen · neusbeen · onderkaak · verhemeltebeen · traanbeen · ploegschaarbeen · onderste neusschelp

hamer · aambeeld · stijgbeugel